# Pont Pedro Ivo Campos
Le pont Pedro Ivo Campos est un ouvrage d'art situé dans l'État brésilien  de Santa Catarina, dans la municipalité de Florianópolis. Il s'agit de l'un des trois ponts reliant l'île de Santa Catarina au continent, le plus récent d'entre eux.
Construit en structure métallique, il conserve néanmoins la même architecture que son prédécesseur et voisin de béton, le pont Colombo Salles. 
Il fut baptisé d'après le nom du gouverneur de l'État à l'époque, Pedro Ivo Campos, mort le 27 février 1990, pendant son mandat et avant l'inauguration du pont.